# Heierkapel

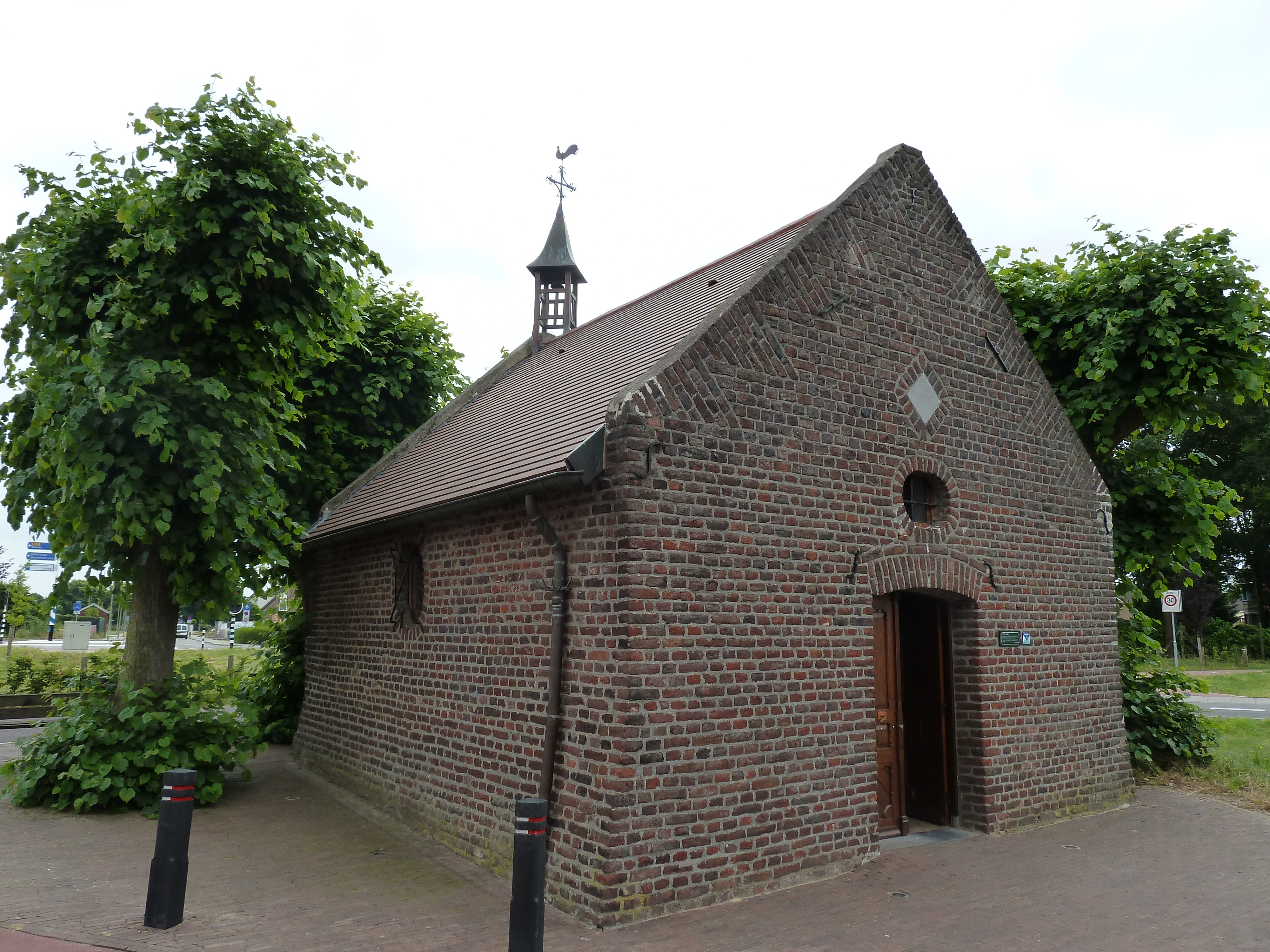
Heierkapel

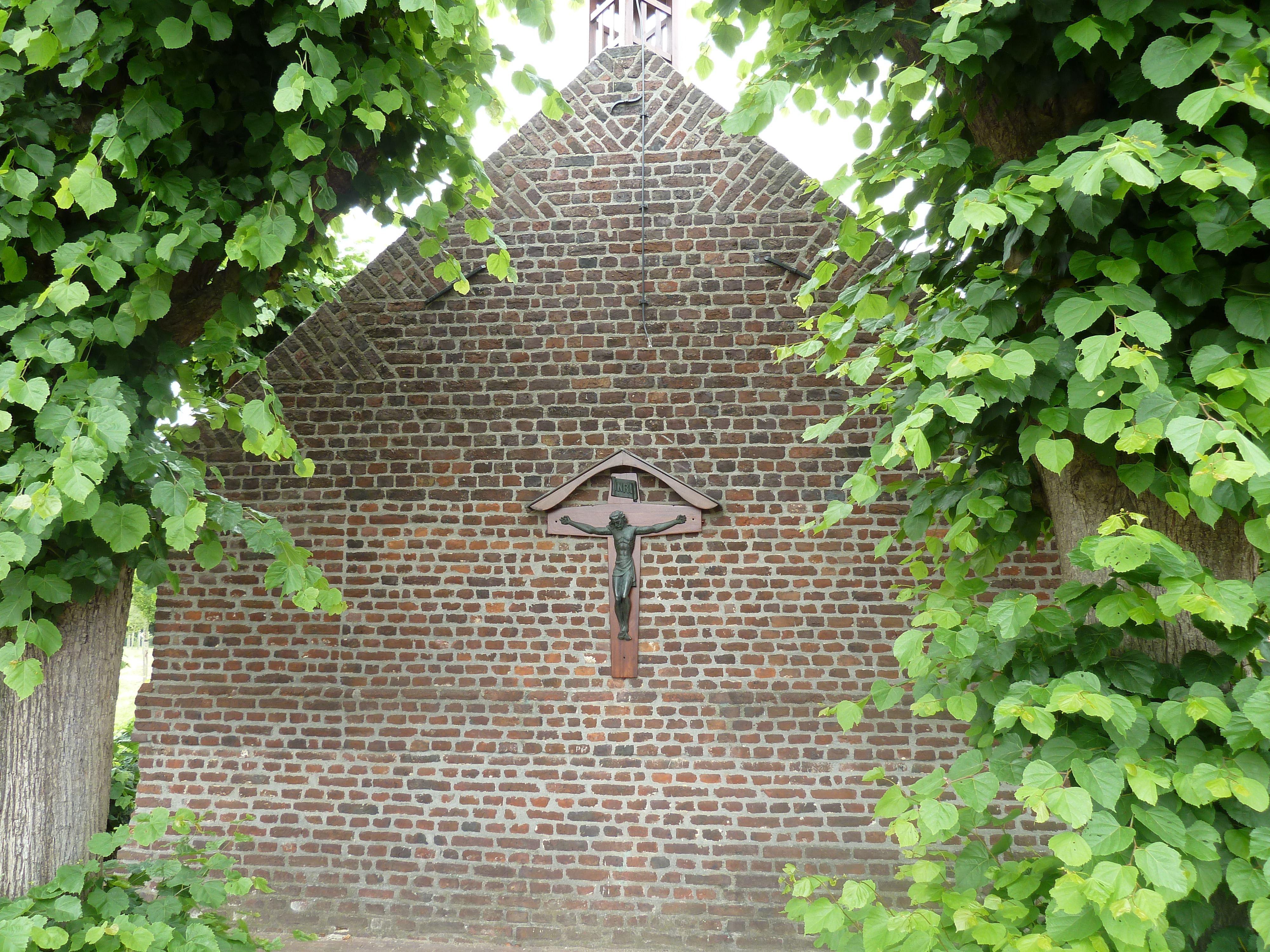
Oostgevel Heierkapel met wegkruis

De Heierkapel, Heijerkapelke of Kapel Op de Heide is een kapel in de wijk Heide in het Roermondse stadsdeel Swalmen in de Nederlands Midden-Limburgse gemeente Roermond. De kapel staat in de buurt van Rijksweg Noord aan de vijfsprong met de straten Hagelkruis, Oudeweg (voormalige heerbaan Roermond-Venlo), Hollestraat en Molenweg. Rond de kapel staan er vijf lindebomen.
De kapel is gewijd aan Maria.

## Geschiedenis
In 1732 vond er een betaling plaats voor het maken van een muur om het hagelkruis dat aan de vijfsprong stond.
In 1774 maakte een landmeter een kaart van Swalmen en op deze kaart stond de kapel voor het eerst ingetekend, aangeduid met de naam Hagelcruijs. Vermoedelijk werd de kapel in het midden van de 18e eeuw gebouwd op de plaats waar zich voordien een hagelkruis bevond. Het hagelkruis werd vervolgens opgehangen aan de oostelijke wand van de kapel.
In 1835 werd de kapel gebouwd.
Op 21 januari 1970 werd de kapel ingeschreven in het rijksmonumentenregister.
In 1983 werd er een nieuw kruis aan de oostelijke gevel van de kapel opgehangen.
In 1988 werd de kapel gerestaureerd.

## Bouwwerk
De bakstenen kapel is gebouwd op een rechthoekig plattegrond en wordt gedekt door een zadeldak. Tegen de oostelijke gevel (achtergevel) van de kapel hangt een kruis met corpus. Deze puntgevel bevat vlechtingen en wordt bekroond door een vierkante dakruiter. In de zijgevels is een rond venster aangebracht met glas-in-lood. De frontgevel is een puntgevel met vlechtingen en bevat van boven naar beneden een vierkante gevelsteen uit 1835, een ovaal venster en een segmentboogvormige ingang.

Cura  M. Jansen AN MDCCCXXXV
— Tekst van gevelsteen boven de ingang

Van binnen heeft de eenvoudig ingerichte kapel een wit altaar in barokstijl waarop een gipsen  Mariabeeld met het kindje Jezus staat. Naast het altaar bevinden zich twee muurconsoles waarop de beelden staan van het Heilig Hart en van de heilige Gerardus.